# Giwat Je’arim

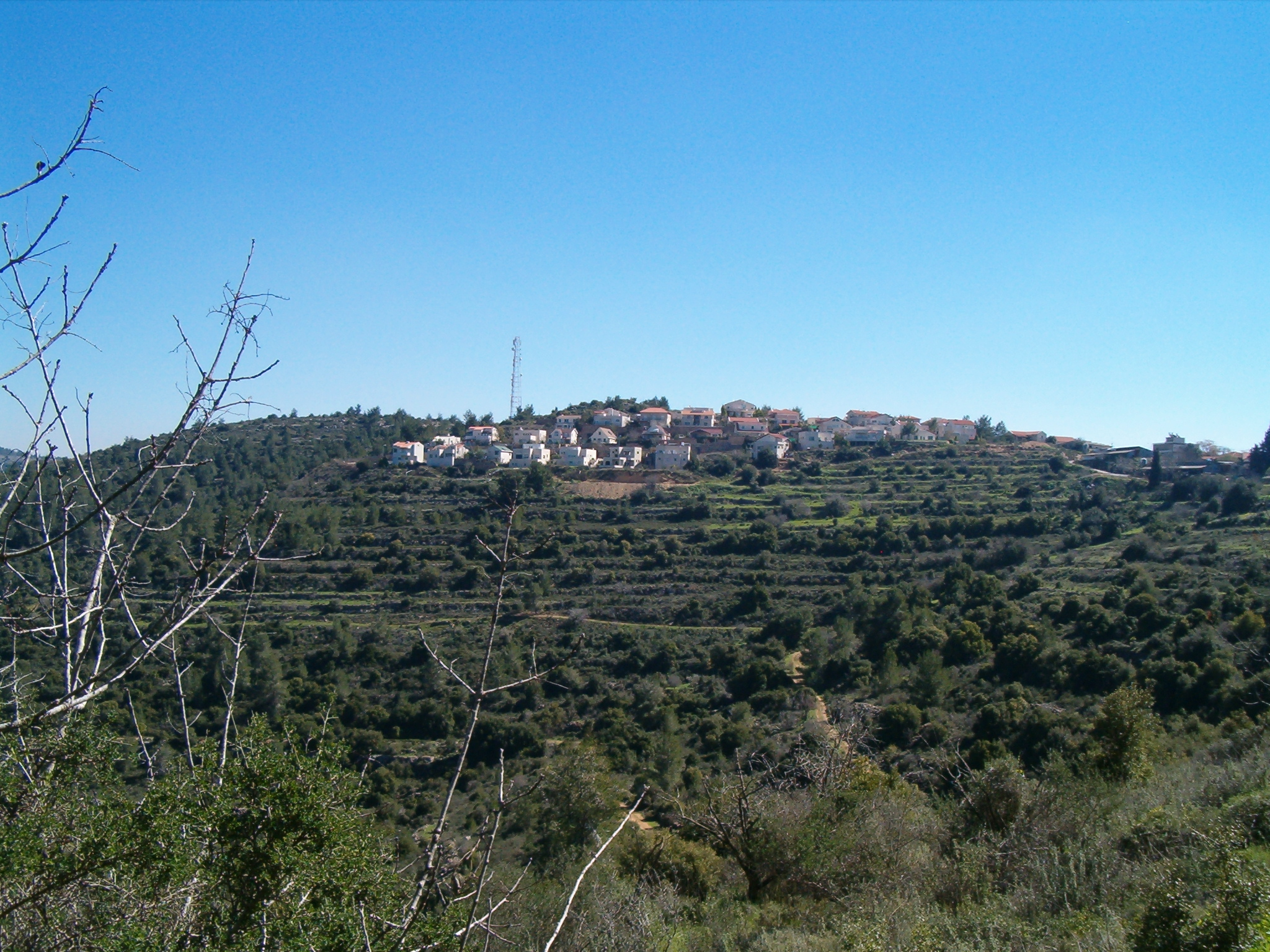

Giwat Je’arim (hebr. גבעת יערים; oficjalna pisownia w ang. Giv'at Ye'arim) – moszaw położony w Samorządzie Regionu Matte Jehuda, w Dystrykcie Jerozolimy, w Izraelu.

## Położenie
Moszaw jest położone wśród wzgórz Judei.

## Historia
Pierwotnie w okolicy tej znajdowały się arabskie wioski Bajt Umm al-Majs i al-Umur. Podczas I wojny izraelsko-arabskiej w drugiej połowie maja 1948 wioski zajęły egipskie oddziały. Podczas operacji Ha-Har w nocy z 20 na 21 października 1948 wioski zajęli Izraelczycy. Mieszkańcy zostali wysiedleni, a wszystkie domy wyburzono.
Współczesny moszaw został założony w 1950 przez imigrantów z Jemenu.

## Gospodarka
Gospodarka moszawu opiera się na rolnictwiem i sadownictwie.